# Frederick Heriot
Frederick George Heriot, né le 11 janvier 1786 sur l'île de Jersey et mort le 30 décembre 1843 à Drummondville, est un officier, homme d'affaires et homme politique britannique. Haut-officier de l'Armée britannique au Bas-Canada, il fonde Drummondville en 1815.

## Biographie

### Jeunesse et guerre de 1812
Frederick George Heriot est né à Jersey le 11 avril 1786. Ses parents sont Roger Heriot, chirurgien militaire, et d'Anne Susanne Nugent. Il entre dans l'armée en 1801 à 15 ans à titre d'enseigne. En 1802, il arrive au Bas-Canada avec le 49e Regiment of Foot du lieutenant-colonel Isaac Brock. Il demeure ensuite à Québec pendant plus de dix ans. Il devient capitaine le 20 novembre 1806 et, le 23 mars 1808 est promu major de brigade. À la suite de la déclaration de la guerre anglo-américaine de 1812, il est nommé commandant en second du corps des Voltigeurs canadiens. Il sert à titre de major intérimaire auprès de Charles-Michel d'Irumberry de Salaberry. Il participe à la Deuxième bataille de Sacket's Harbor et à la bataille de la ferme Crysler. En 1814, il devient lieutenant-colonel et obtient le plein commandement des Voltigeurs canadiens. L'unité est démobilisée le 1er mars 1815.

### Fondateur et propriétaire foncier
Au cours de l'été 1815, Heriot est chargé d'établir un établissement semi-militaire agricole sur les rives de la rivière Saint-François. Cet emplacement sera colonisé par près de vingt vétérans du 49e Régiment, entre autres. Le village prend forme dès l'été 1815 et est aussitôt nommé Drummondville, en l'honneur de l'administrateur colonial Gordon Drummond. Il devient alors un propriétaire foncier important de la région (cumulant jusqu'à 12 000 acres en 1838) et cumule différentes fonctions magistrales.

### Homme politique et major général[3]
Le 7 novembre 1829, il est élu député de Drummond à la Chambre d'assemblée du Bas-Canada. Réélu en 1830, il démissionne le 31 janvier 1833 pour des raisons qui demeurent inconnues aujourd'hui.
Le 22 juillet 1830, il atteint le grade de colonel, puis le 23 novembre 1841, celui de major général. Durant la Rébellion des Patriotes, il est chargé de l'organisation militaire britannique dans les Cantons-de-l'Est. À la suite de la suspension des pouvoirs du Parlement du Bas-Canada, il est nommé le 16 avril 1840 membre du Conseil spécial.
Il meurt à Drummondville le 30 décembre 1843 à 57 ans et 11 mois. Il est inhumé au cimetière de la paroisse anglicane St-George de Drummondville.

## Honneurs
- 1822 : Chevalier de l'ordre du Bain[3]
- 22 juillet 1830 : croix de compagnon de l’ordre du Bain[3]

## Hommages
- 1815 - La Rue Heriot à Drummondville est nommé en son honneur[6].
- Le lac Heriot de la municipalité du Lac-au-Brochet est nommé en son nom[7].
- Le canton Heriot de la municipalité de Rivière-Mistassini est nommé en son nom[8].